# Richard Kotuk

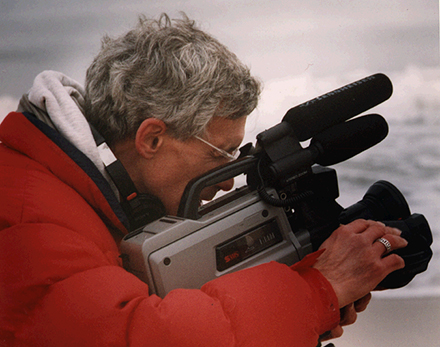
Richard Kotuk

Richard William Kotuk (* 23. November 1942 in New York City; † 10. Februar 1998) war ein US-amerikanischer Journalist, Filmregisseur und Filmproduzent.

## Leben und Wirken
Kotuk wurde 1942 als Sohn von John und Victoria Kotuk in New York geboren. Er erlangte 1964 an der New York University den Bachelor-Abschluss. Im Jahr darauf absolvierte er einen Schreibworkshop an der University of Iowa. Von 1976 bis 1978 besuchte er die New School for Social Research in New York.
Kotuk arbeitete als Journalist und Filmemacher für WNET-13, einen TV-Sender der Educational Broadcasting Corporation. Unter anderem drehte er von 1971 bis 1975 mehrere Beiträge für The 51st State, eine TV-Doku-Reihe über New York. Im Anschluss war er acht Jahre lang Senior Film Producer der PBS-Sendung Bill Moyers Journal. Danach war er für den CBS-Sender WCBS-TV tätig.
1983 produzierte Kotuk gemeinsam mit Ara Chekmayan die Dokumentation Children of Darkness, die den Umgang mit psychisch kranken Kindern in amerikanischen Kliniken kritisch beleuchtet. Für den Film wurden sie mit einer Oscar-Nominierung geehrt. In den 1990ern drehte Kotuk den Dokumentarfilm Travis über den Alltag eines Jungen, der unter AIDS leidet. Die Dreharbeiten in der Bronx dauerten drei Jahre. Kurz nach Fertigstellung des Films erlag Kotuk mit 55 Jahren einem Herzinfarkt.

## Auszeichnungen (Auswahl)
- 1978: Guggenheim-Stipendium[4]
- 1984: Oscar-Nominierung in der Kategorie Bester Dokumentarfilm für Children of Darkness
- 1998: Peabody Award für Travis[5]

## Filmografie (Auswahl)
- 1974: The 51st State: The Emergency Room (Fernseh-Dokumentation)
- 1974: The 51st State: Cops (Fernseh-Dokumentation)
- 1974: The 51st State: The Occupant In The Single Room (Fernseh-Dokumentation)
- 1975: The 51st State: The Battered Children (Fernseh-Dokumentation)
- 1976: Bill Moyers Journal-Rosedale: The Way It Is (Fernseh-Dokumentation)
- 1983: Children of Darkness (Dokumentarfilm)
- 1997: Travis (Dokumentarfilm)